# Igor Lichnovsky
Igor Lichnovsky Osorio (* 7. März 1994 in Peñaflor) ist ein chilenischer Fußballspieler. Seit 2014 bestritt der Abwehrspieler 13 Länderspiele für Chile.

## Karriere

### Verein
Igor Lichnovsky wuchs als Sohn eines österreichischen Vaters deutscher und tschechoslowakischer Abstammung in Peñaflor auf. Fußballerisch schloss er sich mit acht Jahren dem Verein Universidad de Chile an, bei dem er 2011 den Sprung in den Profifußball schaffte. Sein Debüt gab der Verteidiger im Universitätsderby gegen CD Universidad Católica, das mit 0:0 endete und nach dem er zum Spieler des Spiels gewählt wurde. Mit La U gewann er diverse Titel, darunter auch die Copa Sudamericana 2011, bei der er allerdings kein Spiel absolvierte. Er wurde zweimal mit dem Klub aus der Hauptstadt Chiles Meister. Nach den guten Leistungen wurden europäische Klubs auf ihn aufmerksam und er entschied sich 2014 für einen Wechsel zum FC Porto, bei dem er zunächst in der B-Mannschaft spielte. Für die Profimannschaft lief der Chilene nie auf, sondern wechselte nach Leihstationen bei den spanischen Klubs Sporting Gijón und Real Valladolid nach Mexiko.
Ab Mitte 2017 trug Lichnovsky das Trikot von Club Necaxa und gewann in der Clausura 2018 die Copa México. Nach seinem Wechsel zu CD Cruz Azul konnte er den Titel der Copa México in der Apertura 2018 verteidigen. Er blieb zwei Jahre und ging dann zum saudischen Verein al-Shabab, wo er zwei Spielzeiten blieb und dann nach Mexiko zurückkehrte. Dort unterschrieb El Polaco, wie er von seinen Mitspielern aufgrund seines für sie unaussprechlichen Namens genannt wurde, bei UANL Tigres. Dort wurde er erstmals mexikanischer Meister in der Clausura 2023 und konnte die Meisterschaft bei seiner Leihstation Club América in der Apertura 2023 verteidigen.

### Nationalmannschaft
Igor Lichnovsky debütierte im November 2014 für die Nationalmannschaft unter Jorge Sampaoli beim 5:0-Erfolg im Freundschaftsspiel gegen Venezuela. Auf sein zweites Länderspiel musste er über drei Jahre warten. Lichnovsky kam in den Kader der Copa América 2019 und absolvierte nur eine Partie bei dem Turnier. Im letzten Gruppenspiel wurde er bei der 0:1-Niederlage für Kapitän Gary Medel in der 55. Spielminute eingewechselt. Im März 2024 bestritt Lichnovsky nach fast fünf Jahren ohne Länderspiel wieder ein Freundschaftsspiel für die La Roja. Er wurde Mitte des Jahres für die Copa América 2024 nominiert und spielte alle drei Partien Chiles über die volle Spielzeit, jedoch schied sein Team in der Gruppenphase aus.

## Erfolge
Universidad de Chile
- Copa-Sudamericana-Sieger: 2011
- Chilenischer Meister: 2011-C, 2012-A
- Chilenischer Pokalsieger: 2013

Necaxa
- Mexikanischer Pokalsieger: 2018-C

Cruz Azul
- Mexikanischer Pokalsieger: 2018-A
- Supercopa de México-Sieger: 2019

UANL Tigres
- Mexikanischer Meister: 2023-C
- Campeón de Campeones: 2022/23

Club América
- Mexikanischer Meister: 2023-A